# Sąd konstytucyjny
Sąd konstytucyjny – specjalny konstytucyjny organ sądowy powołany do kontroli konstytucyjności prawa oraz wykonywania innych obowiązków określonych przez konstytucję.

## Kompetencje
Instytucja sądowej kontroli konstytucyjności prawa występuje w dwóch zasadniczych odmianach: amerykańskiej i europejskiej. W systemie amerykańskim (starszym, występującym w wielu krajach zaliczanych do tradycji common law) kontrola konstytucyjności sprawowana jest przez sądy powszechne. W modelu europejskim kontrola powierzona zostaje wyodrębnionemu sądowi konstytucyjnemu. Są to sądy specjalne, uznawane za jeden z centralnych organów państwa. Podstawową ich kompetencją jest badanie zgodności z normami konstytucyjnymi norm prawnych niższego rzędu – norm ustawowych i podustawowych (np. rozporządzeń)  . Wiele krajów (szczególnie Ameryki Łacińskiej) przyjęło model mieszany kontroli konstytucyjności prawa. W modelu tym kontrolę sprawuje odrębna izba sądu najwyższego.
Obok kontroli konstytucyjności prawa sądy konstytucyjne mają często inne kompetencje: rozwiązywanie sporów kompetencyjnych pomiędzy najwyższymi organami państwa, kontrolę prawidłowości wyborów i referendów, kontrolę konstytucyjności partii politycznych (z możliwością ich delegalizacji) czy prowadzenie postępowań karnych w sprawach przestępstw popełnionych przez wysokich funkcjonariuszy państwowych.

## Funkcje
Sądy konstytucyjne kontrolując konstytucyjność prawa wypełniają szereg funkcji ustrojowych:
1. są formą nakładania konstytucyjnych ograniczeń na działalność władz ustawodawczej i wykonawczej[2] ;
2. powstrzymują większość parlamentarną przed uzurpacją władzy[2] ;
3. chronią mniejszości przed tyranią większości[2] [5];
4. pozwalają na rzeczywistą realizację zasad i wartości konstytucyjnych, w tym w szczególności praw obywatelskich, w szczególności w sytuacjach, gdy są one naruszane przez władze lub przez większość społeczeństwa[5];
5. pozwalają rozwiązać niektóre palące problemy i konflikty, które nie dają się rozwiązać drogą parlamentarną z powodu zbytniej polaryzacji politycznej[2] ;
6. dzięki instytucji skargi konstytucyjnej, wyposażają obywateli w uprawnienia wpływania na kształt ustroju, przez co jest instrumentem pogłębiania demokratyzacji ustroju i zwiększenia jego legitymizacji[5].

Dodatkowo, w porównaniu ze zdecentralizowanym systemem amerykańskim, funkcjonowanie sądu konstytucyjnego:
1. wspiera jednolitość orzecznictwa i pewność prawa[6];
2. zapewnia istnienie grona eksperckiego służącego radą i opinią w kwestiach konstytucyjnych[7];
3. zapewnia większą legitymizację demokratyczną systemu, jako że sądy konstytucyjne są najczęściej obsadzane przez ciała przedstawicielskie, w przeciwieństwie do sądownictwa powszechnego[8];
4. wspiera transformację ustrojową w krajach przechodzących z jednego reżimu konstytucyjnego do innego (teza ta znajduje oparcie jedynie w danych z krajów europejskich)[9] ;
5. pozwala utrzymywać równowagę pomiędzy władzami w państwie. Analiza istniejących sądów wskazuje, że sądy takie są ustanawiane przez ustrojodawców w sytuacjach, gdy konstytucyjne relacje między poszczególnymi władzami nie są jasno określone[10]. Sąd konstytucyjny ma zapobiec zdominowania ustroju przez jedną z władz[9] .

## Modele sądu konstytucyjnego
Wyróżnia się dwie zasadnicze formy działania sądów konstytucyjnych: francuską oraz niemiecką, przy czym w niektórych krajach (np. we Włoszech) istnieje model pośredni. Kryterium wyróżniającym jest to, kto jest uprawniony do wniesienia sprawy przed sąd konstytucyjny. W odmianie francuskiej jedynie pewne organy (ombudsman, prezydent) czy grupy polityczne (najczęściej określona grupa parlamentarzystów) mają kompetencje do zgłaszania wniosku o taką kontrolę. Kontrola jest abstrakcyjna, tzn. opiera się na samej wątpliwości danego organu, czy dany akt prawny jest zgodny z konstytucją. Obywatele nie mają bezpośredniego dostępu do sądu konstytucyjnego.
W wersji niemieckiej kontrola konstytucyjności jest konkretna. Obywatele, którzy czują, że ich podstawowe prawa i wolności zostały naruszone i którzy wyczerpali drogę sądową przed sądami powszechnymi, mogą wystąpić ze skargą konstytucyjną do sądu konstytucyjnego, który zbada konstytucyjność aktu prawnego, na podstawie którego sąd podjął decyzję. Warunki skargi konstytucyjnej są wyraźnie sprecyzowane i składana jest ona najczęściej za pośrednictwem sądu powszechnego lub najwyższego. Sądy powszechne mogą też występować do sądu konstytucyjnego w formie pytania prejudycjalnego.
Poszczególne kraje różnią się też tym, jakie są konsekwencje orzeczenia o niekonstytucyjności. Przy kontroli konkretnej najczęściej stwierdzenie niekonstytucyjności obowiązuje jedynie w danej sprawie. Przy kontroli abstrakcyjnej niekonstytucyjna norma prawna usuwana jest z systemu prawnego. W większości krajów orzeczenie sądu konstytucyjnego jest ostateczne, choć w niektórych możliwe jest przegłosowanie orzeczenia przez parlament. Jedyną drogą na wprowadzenie danych norm do systemu prawnego jest wtedy zmiana konstytucji. W Niemczech Trybunał Konstytucyjny może w niektórych przypadkach stwierdzić niekonstytucyjność niektórych poprawek do konstytucji. W niektórych krajach parlament może w głosowaniu zwykłym uchylić orzeczenie sądu konstytucyjnego .

## Sądy konstytucyjne na świecie
Pierwsze sądy konstytucyjne powstały w okresie międzywojennym w Austrii i Czechosłowacji pod wpływem konstytucyjnych idei Hansa Kelsena. Po II wojnie światowej nadeszły trzy fale demokratycznych przemian ustrojowych, które wiązały się z rozprzestrzenieniem tej instytucji na świecie. Po 1945 wprowadzono je w wielu krajach zachodnioeuropejskich, w latach 60. i 70. w krajach powstałych w wyniku dekolonizacji, a po 1989 w demokratyzujących się krajach z dawnego bloku wschodniego. Wśród państw, które w toku swojej historii ustanowiły sądową kontrolę konstytucyjności prawa, formę sądu konstytucyjnego przyjęło 76% państw europejskich, 57% państw azjatyckich, 51% państw afrykańskich, 33% bliskowschodnich, 20% amerykańskich i żadne z państw Oceanii.
| Afryka                                                                                                | Ameryki                                            | Azja | Europa |
| --- | -------------------------------------------------- | --- | --- |
| Afryka Południowa, Algieria, Egipt, Etiopia, Jordania, Kamerun, Kongo, Maroko, Sudan, Tunezja, Uganda | Boliwia, Chile, Ekwador, Gwatemala, Kolumbia, Peru | Armenia, Bangladesz, Indonezja, Kambodża, Kazachstan, Korea Południowa, Mongolia, Sri Lanka, Syria, Tajwan, Tadżykistan, Tajlandia, Turcja, Uzbekistan | Albania, Andora, Austria, Azerbejdżan, Białoruś, Belgia, Bośnia i Hercegowina, Bułgaria, Chorwacja, Czarnogóra, Czechy, Francja, Gruzja, Hiszpania, Litwa, Łotwa, Macedonia Północna, Mołdawia, Niemcy, Polska, Portugalia, Rosja, Rumunia, Serbia, Słowacja, Słowenia, Ukraina, Węgry, Włochy |

W 1952 wraz z powstaniem Wspólnot Europejskich utworzono jako jeden z głównych ich organów Trybunał Sprawiedliwości, który stał się sądem konstytucyjnym dla krajów członkowskich . W kompetencji Trybunału leży abstrakcyjna kontrola zgodności praw krajów członkowskich z prawem wspólnotowym. Innym sądem ponadnarodowym w dziedzinie konstytucyjnej jest Europejski Trybunał Praw Człowieka powołany w 1959 i rozpatrujący skargi obywateli 47 krajów członkowskich Rady Europy. Trybunał orzeka w oparciu o Europejską konwencję praw człowieka. Na jego wzór w 1979 utworzono Międzyamerykański Trybunał Praw Człowieka z siedzibą w San José, orzekający na podstawie Amerykańskiej konwencji praw człowieka.

## Sądy konstytucyjne w Europie

### Austria
Na mocy art. 137 Federalnej Ustawy Konstytucyjnej Republiki Austrii z dnia 1 stycznia 1930 r. działa Trybunał Konstytucyjny. Do jego głównych zadań należy:
- orzekanie o sprzeczności z Konstytucją ustawy federalnej,
- orzekanie o sprzeczności z ustawą rozporządzenia organu federalnego lub kraju związkowego,
- orzekanie w sprawach skarg na decyzje organów administracji w wypadku, gdy osoba skarżąca twierdzi, że jej konstytucyjne prawa zostały naruszone,
- orzekanie o oskarżeniu naczelnych organów federalnych lub krajowych w sprawie ich odpowiedzialności konstytucyjnej,
- rozstrzyganie sporów kompetencyjnych.

Postępowanie przed Trybunałem dotyczące abstrakcyjnej kontroli ustaw federalnych może zostać wszczęte na wniosek rządu kraju związkowego, grupy 1/3 członków Rady Narodowej albo 1/3 członków Rady Federalnej. W przypadku kontroli konstytucyjności ustaw krajowych z wnioskiem może wystąpić także Rząd Federalny. W Konstytucji została przewidziana również kontrola indywidualna na wniosek osoby, która twierdzi, że jej konstytucyjne prawa zostały naruszone bezpośrednio. Sąd na wniosek oraz sam Trybunał z urzędu może wszcząć postępowanie w zakresie kontroli konstytucyjności ustaw i rozporządzeń.
Zgodnie z art. 147 Konstytucji Trybunał składa się z 14 członków: prezesa, wiceprezesa, 12 pozostałych członków oraz 6 zastępców członków, którzy są wzywani w przypadku, gdy jeden z podstawowych członków jest nieobecny. Prezesa, wiceprezesa, 6 członków i 3 zastępców członków powołuje Prezydent Federalny na podstawie propozycji Rządu Federalnego. Pozostałych 6 członków i zastępców członków jest mianowanych na wniosek Rady Narodowej (przedkłada kandydatury 3 członków i 2 członków zastępczych) i Rady Federalnej (wniosek powołania 3 członków i 1 zastępcy członka).

### Belgia
Belgijski Sąd Konstytucyjny działa na podstawie art. 141 Konstytucji Królestwa Belgii, natomiast jego skład, właściwości, a także tryb funkcjonowania określa ustawa z dnia 6 stycznia 1989 r. o Sądzie Konstytucyjnym.
Sąd Konstytucyjny orzeka o naruszeniu przez ustawę, dekret lub akt, o których mowa w art. 134 Konstytucji
- przepisów ustanowionych w Konstytucji określających uprawnienia organów państwowych
- przepisów zawartych w Tytule II Konstytucji – Belgowie i ich prawa, art. 170, 172, 191 Konstytucji
- art. 147 § 1 Konstytucji[15].

W skład Sądu Konstytucyjnego wchodzi 12 sędziów powoływanych dożywotnio przez Króla z listy kandydatów parlamentu wybranych przez Izbę Reprezentantów albo Senat. Lista musi być zatwierdzona większością 2/3 głosów. Kandydaci muszą mieć co najmniej 40 lat i mogą pełnić funkcję w Sądzie Konstytucyjnym do ukończenia 70. roku życia.

### Bośnia i Hercegowina
Sądowi Konstytucyjnemu Bośni i Hercegowiny został poświęcony art. VI Konstytucji. Na jego podstawie można wyróżnić kompetencje Sądu:
- rozstrzyganie sporów między Bośnią i Hercegowiną a jednostkami (entitetami),
- rozstrzyganie sporów między instytucjami Bośni i Hercegowiny a instytucjami entitetów,
- jest uprawniony do jurysdykcji apelacyjnej w przypadku, gdy sporne orzeczenie innego sądu będzie dotyczyło kwestii z Konstytucji,
- Sąd Konstytucyjny może udzielać odpowiedzi na pytania prawne zadane przez sąd co do zgodności ustawy z Konstytucją, Europejską Konwencją Praw Człowieka w przypadku, gdy dana ustawa ma być podstawą orzeczenia.

Sposób działania oraz organizacja Sądu Konstytucyjnego jest określona w jego regulaminie.
Zgodnie z art. VI pkt. 1 składa się z 9 członków. Natomiast art. 99 regulaminu Sądu stanowi, że przewodniczący jest wybierany spośród 9 sędziów w drodze tajnego głosowania na posiedzeniu plenarnym. Jego kadencja trwa 3 lata i zaczyna się od chwili wyboru. Na tym samym posiedzeniu powinno się także dokonać wyboru trzech wiceprzewodniczących. Przewodniczący i 3 wiceprzewodniczących nie może pochodzić z tego samego narodu.
Izba Reprezentantów Federacji wybiera czterech członków, Zgromadzenie Narodowe Republiki Serbskiej wybiera kolejnych dwóch członków, pozostałych trzech powołuje przewodniczący Europejskiego Trybunału Praw Człowieka jednocześnie zasięgając niewiążącej opinii Prezydium Bośni i Hercegowiny.